# Augusto Pinochet
Augusto José Ramón Pinochet Ugarte (tiếng Tây Ban Nha: [auˈɣusto pinoˈ(t)ʃe, -ˈ(t)ʃet]; 25 tháng 11 năm 1915 - 10 tháng 12 năm 2006) là một Tướng, chính trị gia và nhà độc tài Chile từ năm 1973 đến 1990, từng giữ chức Tổng tư lệnh quân đội Chile cho đến năm 1998 và cũng là Tổng thống của Chính phủ Junta của Chile từ năm 1973 đến 1981.
Pinochet nắm quyền lực ở Chile sau cuộc đảo chính do Hoa Kỳ hậu thuẫn vào ngày 11 tháng 9 năm 1973 đã lật đổ chính quyền xã hội được bầu cử dân chủ Unidad Chính phủ phổ biến của Tổng thống Salvador Allende và chấm dứt sự cai trị dân sự. Một số học giả - bao gồm Peter Winn, Peter Kornbluh và Tim Weiner - đã tuyên bố rằng sự hỗ trợ của Hoa Kỳ rất quan trọng đối với cuộc đảo chính và củng cố quyền lực sau đó. Pinochet đã được Allende thăng chức lên làm Tổng tư lệnh quân đội vào ngày 23 tháng 8 năm 1973, sau đó trở thành Tổng tham mưu trưởng của nó từ đầu năm 1972. Vào tháng 12 năm 1974, chính quyền quân sự cầm quyền đã bổ nhiệm người đứng đầu tối cao của quốc gia Pinochet bằng sắc lệnh chung, mặc dù không có sự hỗ trợ của một trong những người xúi giục đảo chính, Tướng Không quân Gustavo Leigh. Sau khi lên nắm quyền, Pinochet đã đàn áp những người cánh tả, xã hội chủ nghĩa và các nhà phê bình chính trị, dẫn đến việc xử tử từ 1.200 đến 3.200 người, bắt giam 80.000 người và tra tấn hàng chục ngàn người. Theo chính phủ Chile, số vụ hành quyết và mất tích cưỡng bức là 3.095 người.
Dưới ảnh hưởng của "Chicago Boys" theo định hướng thị trường tự do, chính phủ quân sự của Pinochet đã thực hiện tự do hóa kinh tế, bao gồm ổn định tiền tệ, xóa bỏ bảo vệ thuế quan cho ngành công nghiệp địa phương, cấm công đoàn và an ninh xã hội tư nhân hóa và hàng trăm doanh nghiệp nhà nước. Những chính sách này tạo ra tăng trưởng kinh tế cao, nhưng các nhà phê bình cho rằng sự bất bình đẳng kinh tế gia tăng đáng kể và gán cho những tác động tàn phá của cuộc khủng hoảng tiền tệ 1982 đối với nền kinh tế Chile đối với các chính sách này. Trong hầu hết những năm 1990, Chile là nền kinh tế hoạt động tốt nhất ở Mỹ Latinh, mặc dù di sản cải cách của Pinochet vẫn tiếp tục gây tranh cãi. Tài sản của ông đã tăng lên đáng kể trong những năm cầm quyền thông qua hàng chục tài khoản ngân hàng được bí mật nắm giữ ở nước ngoài và một tài sản bất động sản. Sau đó, ông đã bị truy tố vì tham ô, gian lận thuế và vì các khoản hoa hồng có thể đánh vào các giao dịch vũ khí.
Quy tắc 17 năm của Pinochet đã được đưa ra một khung pháp lý thông qua một plebiscite gây tranh cãi năm 1980, trong đó phê chuẩn một hiến pháp mới được soạn thảo bởi một Ủy ban do chính phủ chỉ định. Trong một plebiscite năm 1988, 56% đã bỏ phiếu chống lại việc tiếp tục làm tổng thống của Pinochet, dẫn đến cuộc bầu cử dân chủ cho tổng thống và Quốc hội. Sau khi từ chức năm 1990, Pinochet tiếp tục giữ chức Tổng tư lệnh quân đội Chile cho đến ngày 10 tháng 3 năm 1998, khi ông nghỉ hưu và trở thành thượng nghị sĩ trọn đời theo Hiến pháp năm 1980 của ông. Tuy nhiên, Pinochet đã bị bắt theo lệnh bắt giữ quốc tế trong chuyến thăm London vào ngày 10 tháng 10 năm 1998 liên quan đến nhiều vi phạm nhân quyền. Sau một trận chiến pháp lý, anh ta được thả ra với lý do không khỏe và trở về Chile vào ngày 3 tháng 3 năm 2000. Năm 2004, Thẩm phán Chile Juan Guzmán Tapia phán quyết rằng Pinochet đủ sức khỏe để ra tòa và đưa anh ta vào quản thúc tại gia. Vào thời điểm ông qua đời vào ngày 10 tháng 12 năm 2006, khoảng 300 cáo buộc hình sự vẫn đang chờ xử lý tại Chile vì nhiều vi phạm nhân quyền trong suốt 17 năm cầm quyền và trốn thuế và tham ô trong và sau khi ông cai trị. Ông cũng bị cáo buộc đã tham nhũng ít nhất 28 triệu đô la Mỹ.

## Tiểu sử
Năm 1973 ông lãnh đạo phe quân đội để nắm chính quyền, bằng một cuộc đảo chính ông đã lật đổ tổng thống phe xã hội Salvador Allende và thành lập chính quyền quân đội với sự hậu thuẫn của Hoa Kỳ.
Năm 1974, Augusto Pinochet đã tự bổ nhiệm làm tổng thống và nắm quyền lực trong 16 năm. Ông đã thực hiện cải tổ kinh tế, những người ủng hộ ông cho rằng điều này tạo nên sự phát triển của nền kinh tế vững mạnh của Chile ngày nay, nhưng những người đối lập của ông đã chỉ ra sự gia tăng lớn về thất nghiệp, nghèo cùng với sự giảm sút của đồng lương và có ảnh hưởng ít nhiều đến biểu hiện kinh tế trong dài hạn.
Chính quyền của Pinochet cũng thực hiện chiến dịch Operation Condor (Chiến dịch Kền kền khoang), với chiến dịch này ông xem là cần thiết để cứu đất nước thoát khỏi chủ nghĩa Cộng sản. Được lệnh của ông, quân đội Chile đã thực hiện những vụ trấn áp chính trị. Trong các vụ trấn áp chính trị này, hơn 3.000 dân Chile bị nghi ngờ hoặc không tán thành và thuộc phái tả đã bị giết. Tướng Pinochet còn tra tấn hoặc là bỏ hàng chục ngàn người Chile khác vào tù.
Ông này đã bị cáo buộc hàng chục tội danh vi phạm quyền con người và bị quản thúc tại gia, song chưa bao giờ phải đối mặt với toà án do tình trạng sức khoẻ yếu. Cho đến khi ông chết vào năm 2006 có hơn 300 người bị đối xử như tội phạm vẫn tiếp tục phản đối Pinochet về vi phạm nhân quyền và tham nhũng trong thời gian Pinochet nắm quyền. Tổng thống Chile lúc đó là Bachallet tuyên bố rằng bà sẽ không tham dự lễ tang Pinochet tại Trường sĩ quan ở thủ đô Santiago, được thực hiện vào ngày 12 tháng 12 năm 2006.